# Ellenbogen (Leichlingen)
Ellenbogen ist ein Wohnplatz in der Stadt Leichlingen (Rheinland) im Rheinisch-Bergischen Kreis.

## Lage und Beschreibung
Ellenbogen liegt nordöstlich des Leichlinger Zentrums auf der Leichlinger Hochfläche an der Kreisstraße K10. Der Ort bildet mit dem unmittelbar benachbarten Bennert und Oberschmitte sowie Diepenbroich heute einen geschlossenen Siedlungsbereich. 
Weitere Nachbarorte sind Altenhof, Scheidt, Hohlenweg, Dierath, Hülstrung, Kuhle, Buntenbach, Weide, Waltenrath, Bergerhof, Schmerbach, Wachholder, Roderhof, Neuland und Bertenrath. Wüst gefallen ist Büchelshäuschen.

## Geschichte
Der Ort erscheint als einzelnes Haus auf der Gemeindekarte Leichlingens aus dem Jahre 1830. Die Preußische Uraufnahme von 1844 verzeichnet den Ort als Ellenbogen.
Ellenbogen lag im 20. Jahrhundert an der Einmündung der Kreisstraße 10 in die Landesstraße 359. Aufgrund des Baus der Oberschmittener Ortsumgehung verläuft die Trasse der Landesstraße nun südlich des Orts und die ehemalige Landesstraße am Wohnplatz wurde zur Ortsstraße abgestuft.